# Miki Manojlović
Predrag "Miki" Manojlović (v srbštině Предраг "Мики" Манојловић; 5. dubna 1950, Niš, Srbsko) je srbský filmový herec, známý především z jugoslávských filmů, zejména snímků režiséra Emira Kusturici. Manojlović je také často obsazován do evropských koprodukčních filmů.

## Život
Vyrostl v rodině divadelních herců, Ivana Manojloviće and Zorky Doknić. S hraním začal v jugoslávské televizi v 70 v televizních filmech a seriálech, z nichž některé později získaly kultovní status (Grlom u jagode). Jeho ženou je herečka Tamara Vučković, spolu mají syna Ivana.

## Tvorba
Výraznější pozornost získal Miki Manojlović až v hlavní roli otce ve filmu Emira Kusturici Otec na služební cestě (1985) a v legendárních snímcích Underground (1995) a Černá kočka, bílý kocour (1999) téhož režiséra. Od 90. let 20. století se postupně začal prosazovat také v evropských i amerických filmech (např. Irina Palm, Tango Argentino). Je znám svými politickými postoji zejména ve vztahu k válce v Jugoslávii, které zachytil také např. ve filmu Sud prachu Gorana Paskaljeviče. V roce 2020 si zahrál epizodní roli v českém filmu Příliš osobní známost.
| „                       | Západní svět musí pochopit, že nikdo nemůže nikoho omezovat, že Balkán musí žít svůj vlastní život s vlastní rozmanitostí kultur, náboženství a jazyků. Musí pochopit, že by neměli zhoršovat situaci svými vlastními frustracemi a nefunkčními nápady, že čím více bomb spadne na Jugoslávii, tím méně bezpečnosti bude v Evropě. | “ |
| — Miki Manojlović, 1999 | |   |

## Filmografie
- Otpisani (1974, televizní seriál)
- Posljednji podvig diverzanta Oblaka (1978)
- Samo jednom se ljubi (1981)
- Sezona mira u Parizu (1981)
- Nešto između (1983)
- U raljama života (1984)
- Grlom u jagode (1985)
- Otec na služební cestě (Otac na službenom putu, 1985)
- Za sreću je potrebno troje (1985)
- Race for the Bomb (1987, televizní seriál)
- Vuk Karadžić (1987, televizní seriál)
- Vreme čuda (1989)
- Seobe (1989)
- Mi nismo anđeli (1992)
- Tito a já (Tito i ja, 1992)
- Tango Argentino (1992)
- Underground (1995)
- Amerika těch druhých (Someone Else's America, 1995)
- Romská kouzla (Gypsy Magic, 1997)
- Artemisia (1997)
- Rane (1998)
- Sud prachu (Bure baruta, 1998)
- Černá kočka, bílý kocour (Crna mačka, beli mačor, 1998)
- Na tiskové konferenciSet Me Free (Emporte-moi) (1999)

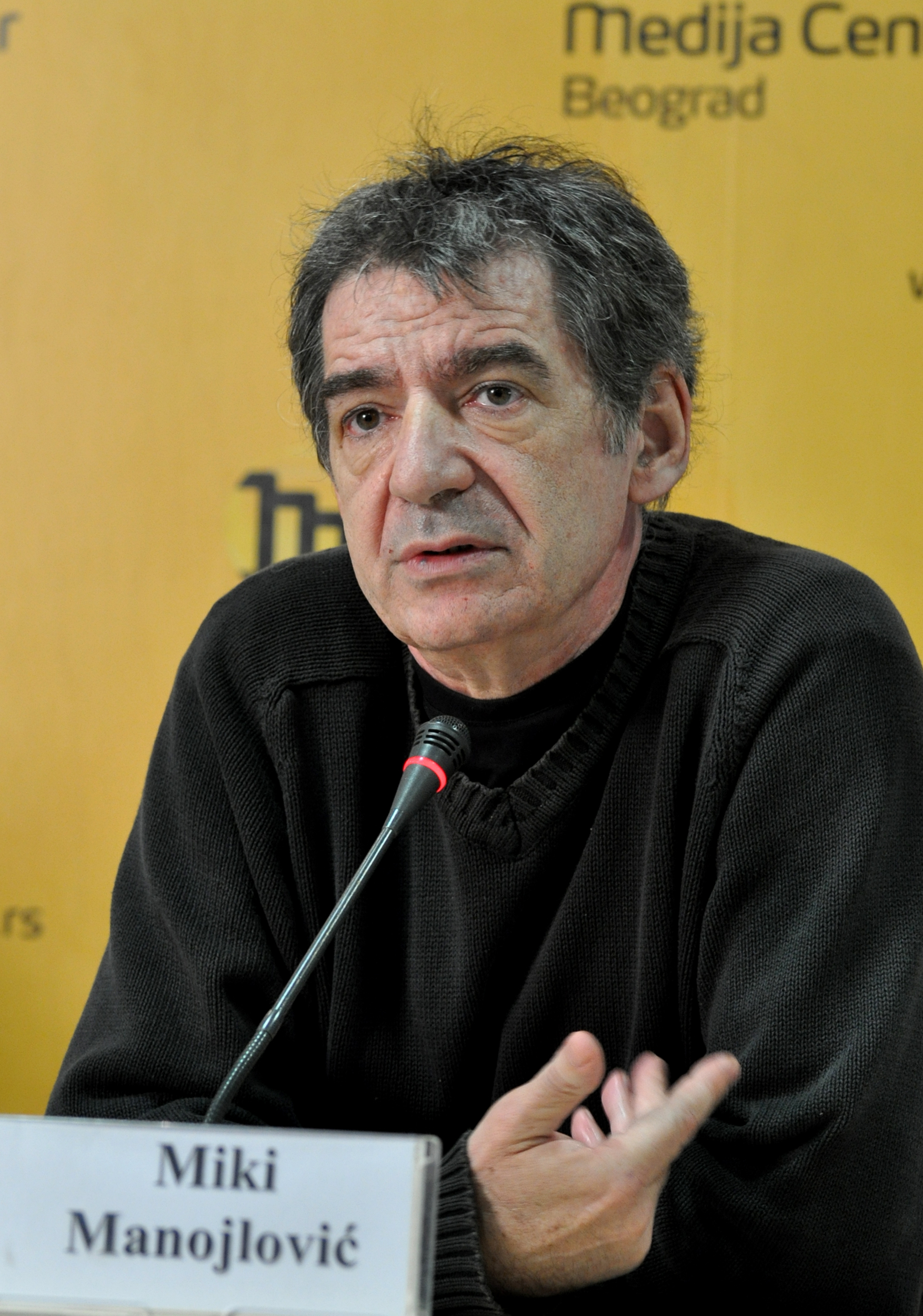
Na tiskové konferenci

- Zločinní milenci (Les Amants criminels, 1999)
- Sans plomb (2000)
- Mortel transfert (2001)
- Kako loš son (2002)
- Les Marins perdus (2003)
- Hurensohn (2004)
- Ne fais pas ça (2004)
- 100 minuta slave (2004)
- Peklo (L'Enfer, 2005)
- La Fine del mare (2007)
- Klopka (2007)
- Irina Palm (2007)
- Hadersfild (2007)
- Zavet (2007)
- Svetat e golyam i spasenie debne otvsyakade (2008)
- Largo Winch (2008)
- Solemn Promise (2009)
- Just Between Us (2010)
- Cirkus Columbia (2010)
- The Burma Conspiracy (2011)
- Soud (The Judgement, 2014)
- Až na dřeň! (2014)
- Na mléčné dráze (On the Milky Road, 2016)
- Někdo to rád zahalené (Cherchez la femme, 2017)
- Příliš osobní známost (2020)
- Podprsenka (The Bra, 2018)
- Strýček (The Uncle, 2022)
- Čuvari formula (2023)